# Pincoyastormvogeltje
Het pincoyastormvogeltje (Oceanites pincoyae) is een vogel uit de familie van de zuidelijke stormvogeltjes.
Het is een in 2011 ontdekte endemische vogelsoort uit Chili.

## Kenmerken
De vogel heeft een spanwijdte van 33 cm en weegt 24 gram; het is een typisch klein, zwart en wit gekleurd stormvogeltje met een witte vleugelstreep op de bovenvleugel en een opvallende witte vleugelstreep op de ondervleugel en verder een witte onderbuik. Kenmerkend is dat het wit op de stuit iets doorloopt tot aan de bovenkant van de buitenste staartpennen. De soort lijkt op het sierlijk stormvogeltje en Wilsons stormvogeltje, maar die missen de witte vleugelstreep op de bovenvleugel en zij hebben geen wit op de staartpennen.

## Verspreiding en leefgebied
De vogel was al in 1972 en 1983 bij El Bolson in Argentinië verzameld, maar niet als aparte soort herkend. In 2011 werd de soort waargenomen en bestudeerd in een grote inham (het Reloncaví kanaal) aan de kust van Chili bij de plaats Puerto Montt. De soort vertoont een specifiek foerageergedrag en is endemisch in de regio.

## Status
Het pincoyastormvogeltje heeft waarschijnlijk een klein verspreidingsgebied. De populatie werd in 2011 geschat op 3000 individuen, maar verder is er nog weinig bekend over het voortplantingsgedrag. Om deze redenen staat deze soort als onzeker (Data Deficient) op de Rode Lijst van de IUCN.